# John Darcy (Ritter)
Sir John Darcy (* vor 1412; † 1458, nach anderen Angaben 1455 oder 1456) war ein englischer Ritter.

## Leben
John Darcy entstammte dem Adelsgeschlecht Darcy. Er war der zweite Sohn von John Darcy, 5. Baron Darcy de Knayth und dessen Frau Margaret Grey. Nach dem Tod seines Vaters Ende 1411 wurde sein älterer Bruder Philip der Erbe des Anspruchs auf den Titel und der Besitzungen seines Vaters. Im Juni 1412 wurde Johns Mutter £ 40 jährlich aus den Einkünften der Familiengüter gewährt, damit sie, John und dessen vier Schwestern angemessen versorgt sind. Seine Mutter musste sich 1433 selbst vor dem Parlament zeigen, als Beweis, dass sie noch lebte und damit ihre eigenen Besitzungen in Irland nicht beschlagnahmt wurden. Nach dem frühen Tod von Johns Bruder Philip 1418 erhielt dessen Witwe Alianore Fitzhugh ein Drittel des Besitzes als Wittum, während der übrige Besitz unter den beiden minderjährigen Töchtern Philips aufgeteilt wurde. 1427 erreichte jedoch John Darcy, dass eine Kommission die Unterlagen über die Erbteilung in Selby Abbey überprüfte. Die Kommission entschied, dass ein Teil der Familienbesitzungen in männlicher Linie vererbt werden müsse, vor allem die einträglichen Güter Temple Newsam und Temple Hirst in Yorkshire. Diese Güter fielen deshalb an John. Dieser wurde zum Ritter geschlagen, erreichte aber keine weitere politische oder militärische Bedeutung.
John heiratete ohne königliche Erlaubnis Joan de Greystock, die zweite Tochter von John de Greystock, 4. Baron Greystock und dessen Frau Elizabeth Ferrers. Erst im Oktober 1427 erhielt er gegen Zahlung einer Strafe von 200 Mark die nachträgliche Genehmigung der Ehe. Mit seiner Frau hatte er mindestens zwei Kinder:
- Joan Darcy ⚭ John Beaumont
- Richard Darcy ⚭ Eleanor le Scrope

Richard heiratete eine Tochter von John Scrope, Lord Scrope of Upsal, doch da er vor seinem Vater starb, wurde sein minderjähriger Sohn William Darcy († 1488) dessen Erbe. Seine Witwe Joan heiratete 1458 in zweiter Ehe William Stoke.